# Langensendelbach
Langensendelbach è un comune tedesco di 2 850 abitanti, situato nel land della Baviera.